# Juan Zorrilla de San Martín

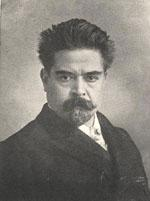
Juan Zorrilla de San Martín

Juan Zorrilla de San Martín (Montevideo, 28 december 1855 – 3 november 1931) was een Uruguayaanse dichter. Zijn twee bekendste gedichten zijn Tabaré en La Leyenda Patria. Hij begon zijn loopbaan als rechter in het departement Montevideo, was gedeputeerde voor dit departement en uitgever van de krant El Bien Público. Hij was verder verschillende keren ambassadeur van Uruguay in verschillende landen. Zijn huis in Montevideo is nu een museum.

## Werk
Gedichten
- Notas de un himno (1877)
- La leyenda patria (1879)
- Tabaré (1888)
- La epopeya de Artigas (1910).

Essays
- Discurso de la Rábida (1892)
- Resonancia del camino (1896)
- Huerto cerrado (1900)
- Conferencias y discursos (1905),
- Detalles de la Historia Rioplatense (1917)
- El sermón de la paz (1924)
- El libro de Ruth (1928)

- autores.uy: 507
- Bibsys: 90378111
- Biblioteca Nacional de España: XX979225
- Bibliothèque nationale de France: cb12019799n (data)
- Gemeinsame Normdatei: 133283186
- International Standard Name Identifier: 0000 0000 7977 4914
- Library of Congress Control Number: n81133567
- Nationale Bibliotheek van Israël: 987007298287505171
- Nationale Bibliotheek van Polen: a0000002377641
- Nederlandse Thesaurus van Auteursnamen: 06787326X
- SNAC: w6nw30ps
- Système universitaire de documentation: 028343131
- Trove: 1490951
- Virtual International Authority File: 71403410
- WorldCat: E39PBJgxvtwVMv3WvFPxmQGj4q